# Tatort: A gmahde Wiesn
A gmahde Wiesn (standarddeutsch Eine gemähte Wiese, ugs. für Dinge, die leicht zu bekommen oder zu erreichen sind) ist ein Fernsehfilm aus der Krimireihe Tatort. Der vom Bayerischen Rundfunk unter der Regie von Martin Enlen produzierte Beitrag wurde am 23. September 2007 im Ersten Programm der ARD erstgesendet.
Die Münchner Kommissare Batic und Leitmayr ermitteln im Intrigenspiel um die Vergabe der Platzrechte an die Schausteller und Wirte des Oktoberfests.

## Handlung
Ivo Batic und sein Kollege Franz Leitmayr werden zu einem Mordfall gerufen. Der Jurist und Stadtrat Hubert Serner wurde von seiner Putzfrau, Diana Aljescu, erschossen in seinem Gartenteich gefunden. Der bayrisch-barocke Stadtrat war als Mitglied des Wirtschaftsausschusses an der Vergabe der Lizenzen für das Oktoberfest in München maßgeblich beteiligt. Daher ist zu vermuten, dass Serner dem Racheakt eines abgewiesenen Wettbewerbers um die Schankrechte auf der „Wiesn“ zum Opfer gefallen ist. Erste Hinweise führen zu Renee Zoll, die zusammen mit ihrem Bruder Fridolin ein Fahrgeschäft betreibt und deren Lizenz für das kommende Oktoberfest nicht erneuert wurde, was für die Geschwister den finanziellen Ruin bedeuten würde. Nach ihrer Aussage hatte sich Serner auffallend für die Wirtin Johanna Buck eingesetzt, damit sie ihre Ausschanklizenz auch in diesem Jahr wieder erhält. Ein weiterer Verdächtiger ist der Wirt Xaver Neureuther und dessen Sohn Timo, die schon länger um ein Platzrecht kämpfen.
Ivo Batic findet im Laufe der Ermittlungen Gefallen an Evelin Buck. Sie verabreden sich und Franz Leitmayr macht seinem Kollegen arge Vorwürfe, sich in einem laufenden Mordfall mit einer Verdächtigen einzulassen. Brisant wird die Angelegenheit, als die Ermittler erfahren, dass Familie Buck eine Pistole besitzt und dass Serner der biologische Vater von Evelin Buck ist. Als Batic sich mit Evelin in einem Hotel trifft, dringt ein maskierter Mann in das Hotelzimmer ein und schießt mehrfach auf den Kommissar. Daraufhin wacht er im Krankenhaus wieder auf und Leitmayr gelingt es schnell, den Täter zu finden: Fridolin Zoll. Dieser gibt im Verhör an, dass er nur der Tochter von Johanna Buck einen Schrecken einjagen wollte und blindlings umhergeschossen hätte, er wollte niemanden verletzen. Auch bei Serner wäre er gewesen, um ihm zu drohen, er hätte auch auf ihn geschossen, aber da eine Frau bei ihm gewesen ist, sei er nach dem Schuss weggegangen. 
So stellt sich heraus, dass Serners Putzfrau, Diana Aljescu, aus enttäuschter Liebe und Unstimmigkeiten über ihre Bezahlung den Angeschossenen in den Pool gestoßen hat, wo er dann mangels Schwimmfähigkeit ertrunken ist.

## Hintergrund
„A gmahde Wiesn“ heißt im Bairischen umgangssprachlich „ein Vorhaben, das nicht schief gehen kann“ oder „eine todsichere Sache“. Die „Wiesn“ ist zusätzlich auch das Synonym für das Oktoberfest.  In dieser Episode ist der Schauspieler Olaf Kell auch als Regieassistent aktiv.

## Rezeption

### Kritiken
„Jede Menge Zahlen um die Wirtschaftsmacht Wiesn, derb-deftige bayerische Bonmots und die bewährte Dreifaltigkeit der Münchner Kommissare machten diese 'Tatort'-Folge sehenswert. Auch wenn sie ein wenig ins Schmierenfach abgedriftet ist mit einem romantischen Kommissar und jeder Menge bayerischer Schunkelmusik im Hintergrund.“

### Einschaltquoten
Die Erstausstrahlung von A gmahde Wiesn am 23. September 2007 wurde in Deutschland von 6,61 Millionen Zuschauern gesehen und erreichte einen Marktanteil von 19,6 % für Das Erste.